# Kung Fu Panda
Kung Fu Panda je animiran film studia DreamWorks Animation iz leta 2008, ki sta ga režirala Mark Osborne in John Stevenson. Glavnim likom so glasove posodili Jack Black, Dustin Hoffman in Angelina Jolie.

## Vsebina
Zgodba se dogaja v Dolini miru, ki jo poseljujejo antropomorfne živali in govori o dobrodušnem, a nekoliko nerodnem ter vedno lačnem pandi z imenom Po, ki dela v družinskem lokalu in si želi postati kung fu bojevnik. V neverjetnem spletu okoliščin je izbran za Zmajevega bojevnika, ki se bo spoprijel z zlobnim snežnim leopardom Tai Lungom, ki bo po prerokbi kmalu ušel iz zapora. Zato začne s treningom pri mojstru Šifuju, a ga ta in njegovi ostali učenci nenehno zaničujejo ter poskušajo doseči, da bi Po opustil trening. Kmalu Tai Lung res uide ter se odpravi maščevat Dolini miru in želvji mojster Oogway, ki je izrekel prerokbo, prepriča Šifuja da bo zares izučil Poja borilnih veščin. Kljub začetnemu obupu zaradi Pojeve nerodnosti kmalu ugotovi, da je Po sposoben neverjetnih gibov, če ga motivira hrana, zato na tej podlagi improvizira kung fu slog. Medtem se odpravijo ostali Šifujevi učenci spopast s Tai Lungom, a jih ta popolnoma porazi. Šifu se takrat odloči, da je Pojev trening končan in da je Po vreden prejeti Zmajev zvitek, ki naj bi vseboval skrivnost neomejene moči (in je tudi razlog za Tai Lungov bes). Na zvitku na Pojevo začudenje ni drugega kot prazna zlata prevleka, zato se obupan z ostalimi odpravi evakuirat dolino. Tam mu oče prizna, da je slavna skrivna sestavina, zaradi katere so njegovi rezanci tako priljubljeni, nič - pomembno je samo, kaj drugi verjamejo da je. Po takrat dojame sporočilo Zmajevega zvitka in pohiti nazaj proti palači da bi se spopadel s Tai Lungom, ki je medtem že skoraj ubil Šifuja. V boju pade zvitek v njegove roke, a ne razume simbolike in na koncu ga Po premaga, s čimer si prisluži spoštovanje sobojevnikov in slavo po celotni dolini.

## Odziv
Film je bil dobro sprejet tako med občinstvom kot tudi kritiki. Slednji so izpostavili izvirno zgodbo, kvalitetno računalniško animacijo in zabavnost. Doživel je tudi finančni uspeh, že v prvem vikendu predvajanja v kinematografih je v ZDA prinesel 60 milijonov USD prihodkov in do konca predvajanja po vsem svetu preko 600 milijonov. Nominiran je bil tako za oskarja kot tudi za zlati globus v kategoriji animiranih celovečernih filmov, a je v obeh primerih nagrado prejel Pixarjev film Wall-E.